# Metopia sinuata
Metopia sinuata är en tvåvingeart som först beskrevs av Macquart 1851.  Metopia sinuata ingår i släktet Metopia och familjen köttflugor.
Artens utbredningsområde är Belgien. Inga underarter finns listade i Catalogue of Life.